# August Bernhard Christian Körte
August Bernhard Christian Körte (* 11. Februar 1786 in Aschersleben; † 8. Juni 1858 in Zölling bei Glogau) war ein Offizier der Kavallerie, Bürgermeister von Aschersleben und zuletzt preußischer Kriegsrat in Schlesien.

## Leben und Wirken
Körte war ein Sohn des Christian Andreas Matthias Körte (1746–1826), Archidiakon in Aschersleben, und der Christiane Friederike Gleim (1748–1811), einer Nichte des Dichters Johann Wilhelm Ludwig Gleim. Neben seinen Brüdern ist er Stammvater der weitverzweigten Familie Körte.
Der Besuch des Stephaneums wurde aus finanziellen Gründen abgebrochen und blieb ohne Abschluss. 1801 begann er in der Umgegend von Aschersleben, so in Alsleben und Mehringen, eine Landwirtschaftslehre, sah aber darin schon bald keine gesicherte Perspektive.
So trat er am 20. August 1808 in das Königlich-Westfälische 1. Kürassier-Regiment in Aschersleben ein. Bereits 1809 war er zum Unterleutnant, 1810 zum Premier-Leutnant und Adjutant-Major aufgestiegen. Nach einer Verlegung des Regiments nach Marburg heiratete er Anna Magdalena Bode, die Tochter eines ehemals kurhessischen Majors aus Kassel, am 11. März 1812 in der St.-Stephani-Kirche zu Aschersleben.
Einen Tag nach seiner Eheschließung musste Körte unter dem Kommando des Oberst von Gilsa auf den Russlandfeldzug Napoleons aufbrechen. Im Mai 1812 war er Adjutant-Major des Obersten, der am 16. September, zwei Tage nach der kampflosen Eroberung Moskaus, starb. Körte überstand den Rückzug durch den russischen Winter unversehrt und gelangte mit etwa 20 Überlebenden des Regiments nach Thorn, wo er am 29. Oktober 1812 zum Rittmeister befördert und mit dem Orden der Westfälischen Krone ausgezeichnet wurde. Er kehrte im Januar 1813 nach Aschersleben zurück, wo er am 29. Januar an der Taufe seiner Tochter Helene († 1906) durch seinen Vater, den dortigen Archidiakon, teilnehmen konnte.
Damit begann für Körte und seine Familie eine schwere Zeit. Zwar wurde er, nach Verleumdungen wegen seiner westfälischen Militärzeit, im Dezember 1813 als Leutnant in das inzwischen in Aschersleben formierte Elb-Landwehr-Kavallerieregiment aufgenommen, aber er war vier Jahre lang auf die Unterstützung durch seinen Vater angewiesen. Bemühungen um eine bezahlte Stelle bei der Stadtverwaltung von Aschersleben blieben erfolglos.

### Wirken in Aschersleben
Erst 1817 gelang es ihm, eine Zivilanstellung in der Stadtverwaltung zu finden. Anfang der 1820er Jahre konnte er daher aus dem Haus seines Vaters am Stephanikirchhof ausziehen und in einem Haus am Holzmarkt einen eigenen Haushalt gründen.
Mit seiner Anstellung begann eine 15-jährige, sich für das städtische Leben überaus positiv auswirkende Tätigkeit. Er förderte das Schulwesen, die Armen- und Krankenfürsorge, Bepflanzungen auf der alten Burg und umliegenden Hügeln mit Kirschbäumen, gründete einen Verschönerungsverein, veranlasste den Ausbau von Wegen und Straßen und des Friedhofs an der Lindenstraße. Durch seine Doppelanstellung beim Magistrat der Stadt und zugleich beim in Aschersleben stationierten Husarenregiment förderte er ein gutes Verhältnis zur Armee, kooperierte mit Rittmeister  Thadden, und war zudem an der Organisation der großen Elb-Musikfeste beteiligt, auf denen auch Carl Maria von Weber und Louis Spohr in der Stadt auftraten.
1827 ernannte man ihn zum stellvertretenden Bürgermeister neben dem Oberbürgermeister Franz Christian Pflaume. Seit 1. Februar 1831 war er amtierender Bürgermeister, als Pflaume in den Ruhestand trat. Da Körte aber im Februar 1832 nicht im Amt des Bürgermeisters bestätigt wurde, beendete er seine Laufbahn in der Stadtverwaltung und beschränkte sich nun vollständig auf seine Tätigkeit für die Militärverwaltung.

### Weißenfels und Schlesien
Zum Januar 1833 zog er nach Weißenfels und wurde Rendant (Kassenverwalter) beim dortigen Füsilierbataillon des 31. Infanterie-Regiments. Ostern des gleichen Jahres folgte der Nachzug seiner ganzen Familie nach Auflösen des Hausstandes in Aschersleben. Um 1837 war Körte in Weißenfels zum königlich-preußischen Proviantmeister aufgestiegen. 1838 versetzte man ihn nach Glogau in Schlesien, wo er 1845 zum Kriegsrat ernannt wurde. Im Revolutionsjahr 1848 wurde er nach Breslau versetzt. 1853 wurde er dort im Alter von 67 Jahren pensioniert. Im Juni 1858 verstarb er in Zölling, dem Wohnort seiner Tochter Helene, wo er seine letzten Jahre verbracht hatte, und wurde auf dem dortigen Kirchberg bestattet.
Zu seinem 50. Todestag wurde 1908 auf Initiative des Oberbürgermeisters Michaelis die Körtestraße in Aschersleben nach ihm benannt.

## Familie
Aus seiner Ehe mit Anna Magdalena Bode († 26. September 1848 Breslau) entstammten mehrere, in Aschersleben geborene Kinder:
- Helene Amalie Christiane Wilhelmine Körte (* 24. Dezember 1812; † 4. Januar 1906); ⚭ 1837 (Weißenfels) Friedrich Ludwig Emil Gleim, Arzt aus Marburg
- Christian Friedrich Wilhelm Körte (* 16. März 1815 in Aschersleben; † 1815 ebenda)
- Augustine Caroline Charlotte Friederike Körte (* 6. Dezember 1816)
- Friederike Körte (1816–1834); ⚭ Carl Wex (1801–1865), Gymnasialdirektor in Schwerin
- Friedrich Körte (1818–1914), Arzt; ⚭ Marie Thaer (1832–1898)
- Daniel Bernhard Hermann Körte (* 18. Dezember 1819; † 1891), Geheimer Oberregierungsrat beim Reichs-Eisenbahn-Amt
- Lebrecht Körte (* 18. Juni 1827 in Aschersleben, Holzmarkt)